# Who We Are
Who We Are – czwarty album studyjny amerykańskiego zespołu Lifehouse, wydany 19 czerwca 2007 roku.
W kwietniu 2007 roku zespół wydał pierwszy singel zatytułowany First Time.
Nazwa płyty często utożsamiana jest z trzema ostatnimi słowami z piosenki The End Has Only Begun z płyty Lifehouse wydanej w 2005 roku (These times when the world falls apart. Make us who we are).

## Lista utworów
| No | Tytuł                | Autor                     | Czas |
| -- | -------------------- | ------------------------- | ---- |
| 1  | Disarray             | Wade                      | 3:45 |
| 2  | First Time           | Cole, Wade                | 3:23 |
| 3  | Whatever It Takes    | Cole, Wade                | 3:27 |
| 4  | Who We Are           | Cole, Wade                | 3:27 |
| 5  | Broken               | Wade                      | 4:46 |
| 6  | The Joke             | Cole, Wade, Woolstenhulme | 3:56 |
| 7  | Easier to Be         | Cole, Wade                | 3:31 |
| 8  | Make Me Over         | Cole, Wade                | 3:57 |
| 9  | Mesmerized           | Cole, Wade                | 3:13 |
| 10 | Bridges              | Wade                      | 4:02 |
| 11 | Learn You Inside Out | Wade                      | 4:25 |
| 12 | Storm                | Wade                      | 4:25 |

### Bonusowe utwory
- I'll Keep the Change - 4:18
- I Want You to Know - 3:25
- Signs of Life - 5:21
- If This Is Goodbye - 2:55